# 칭마 대교

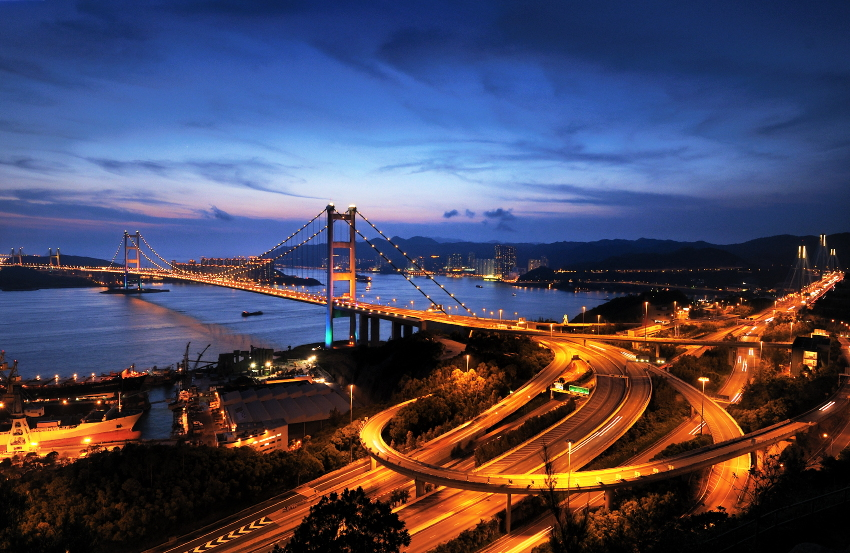
칭마대교의 야경

칭마 대교 (青馬大橋, Tsing Ma Bridge)는 홍콩의 다리이다. 세계에서 열한 번째로 긴 현수교이며 공사 기간은 역대 두 번째로 가장 길었다. 칭마라는 이름은 다리 끝쪽에 자리한 칭이섬과 마완섬의 첫머리를 따서 지었다. 2층 구조로 되어 있어 도로교통과 철도교통을 동시에 감당하는데 이 같은 구조의 현수교로는 세계 최대 규모이기도 하다. 교간 거리는 1,377m, 높이는 206m에 달하며 철도 교통을 수용하는 다리로는 세계에서 가장 길다.
너비 41m의 교량에는 편도 3차선, 왕복 6차선의 도로가 깔려 있다. 아래층에는 두 개의 선로와 두 선의 보호 차로가 설치되어 있는데 보호 차로의 경우 여러 개의 태풍이 닥쳤을 때 교량 통행을 폐쇄할 경우 차로 접근과 차선 통행을 유지하기 위한 용도로 쓰인다.

## 역사
교량 공사 계약 과정에서 다수의 기업이 입찰에 나섰다. 그 중 현대건설이 가장 낮은 공사비를 제시하였지만 재정요건 불이행으로 자격에 미달하였다. 일본 기업들의 경우 공사비가 너무 높아 배제되었다. 최종적으로는 코스테인, 미쓰이, 트라팔가 하우스로 구성된 미국-일본계 합작기업이 계약 체결에 성공하였다. 공사는 1992년 6월에 시작되었다. 현수교의 주탑을 떠받칠 케이슨은 개먼 컨스트럭션이 공사를 맡았다. 먼저 각 케이슨의 골조를 정확한 위치로 옮긴 뒤 침수 및 고정시키고, 수면 아래에 콘크리트를 부어넣는 방식으로 공사가 진행되었다. 총 네 개의 케이슨 중 마완 쪽의 케이슨 두 개는 각각 4,500톤, 칭이 쪽의 케이슨 두 개는 각각 3,000톤에 달했다. 다리 양쪽 끝에서는 간척 작업이 진행되었고, 마완 쪽에서는 특히 대규모 간척을 추가로 진행하여 건설사 인부들의 작업공간으로 삼았다.
1994년 말에는 첫번째 교상 조각이 올려졌다. 진입부 교상은 영국과 두바이에서 제작되어 배에 실은 뒤 홍콩으로 운송, 그곳에서 다시 조합하였다. 중간부의 교상은 영국의 클리블랜드와 일본의 미쓰이가 공사하였다. 주탑의 포털을 세울 때에는 클라이밍 크레인 (climbing crane)을 사용하였는데 십여 년 전 HSBC 빌딩이나 카나리 워프 중심부를 세울 때 쓰였던 장비이기도 했다.
1997년 5월에는 모든 공사가 마무리되었으며, 이때까지의 공사비는 72억 홍콩달러에 달했다. 이후 1997년 4월 27일 칭마 대교 완공에 따라 란타우 간선도로 개통식이 진행되고 개통식에는 마거릿 대처 전 영국 총리가 참석하였다. 당시 마거릿 대처 전 총리가 아일랜드 공화국군의 표적 대상이었기에 최고도의 경호가 이뤄졌다. 홍콩 경찰 함대와 여타 정부기관의 선박이 칭마 대교 아래를 지나가고, 그 뒤를 이어 홍콩의 정부비행복무대와 영국 공군 항공기가 콘크리트 주탑 위를 나는 행사로 기념식이 시작되었다. 뒤이어 대처 전 총리와 앤슨 찬 비서실장, 크리스 패튼 총독이 스위치를 눌러 다리의 불빛을 밝히고, 여타 정부인사들과 함께 교량을 건넜다. 이밖에도 불꽃놀이와 레이저쇼가 펼쳐졌으며 다리 한쪽에서 다른 쪽까지 화염을 차례대로 당기는 행사도 이뤄졌다. 차기 홍콩 행정장관인 둥젠와는 기념식에 불참하는 대신 광둥에서 초대인사와 면담키로 하였다.
이날 개통식에는 수많은 관중이 모여들어 총 10만 명을 넘었다. 시민 대다수가 캐슬 피크 로를 따라 서있었는데 이 탓에 도로 정체가 발생하기 직전까지 이르렀다. 튄문 로 역시 그날 오후 7시 40분부터 8시 20분까지 통제되었다. 8시부터 시작된 불꽃놀이는 20분간 진행되었으며 총 500만 홍콩달러가 투입되었다. 홍콩 항철공사, 시티버스, KCR 등 각 교통회사에서는 개통식 혼잡을 대비해 특별 운행을 실시하였다. 행사장에는 총 2,300명 이상의 경찰이 배치되었으며, 이날 통제는 다가오는 홍콩 반환 행사에 대비하기 위한 예행 연습 격으로 진행되었다. 한편 개통식 동안 해상사고가 세 건 발생하기도 하였다.
란타우 간선도로는 준비기간을 거쳐 1997년 5월 22일 오전 8시 일반 통행을 개시하였다. 경찰이 다리 운행을 허가할 때까지 차량 대기줄이 약 네 시간 동안 늘어섰다. 마찬가지로 오전 7시에는 버스 정류장마다 새로 완공된 다리와 아직 건설 중이던 북란타우 신도시를 보기 위해 모여든 사람들로 긴 줄이 늘어섰다. 5월 23일에는 칭마 대교 위에서 첫 교통사고가 발생하였다. 오토바이 두 대가 트럭을 들이받으면서 부상당한 사고였다. 경찰 측은 시민들에게 대혼란 방지를 위해 다리 위에서 속력을 지나치게 올리지 말 것을 당부하였다.

## 같이 보기
- 가장 긴 현수교 목록